# Рогов, Михаил Сафронович
Михаи́л Сафро́нович Ро́гов (17 октября 1916 — 25 октября 1944) — советский военнослужащий, участник Великой Отечественной войны. Герой Советского Союза (24 марта 1945 года).

## Биография
Рогов М. С. родился в деревне Верхняя Олба в крестьянской семье. Белорус. После окончания шести классов работал в колхозе. В ряды Красной Армии вступил в 1939 году.
Участвовал в Великой Отечественной войне с 1941 года. Воевал на Южном, Юго-Западном и 2-м Украинском фронтах. Старшина Рогов М. С. был старшиной эскадрона 223-го кавалерийского полка (63-я кавалерийская дивизия, 5-й гвардейский кавалерийский корпус, 2-й Украинский фронт), когда 29 августа 1944 года участвовал в прорыве сильно укреплённой обороны врага около города Яссы. Возглавив добровольческую группу, включавшую, помимо него, трёх человек, Рогов смог, скрытно обойдя укрепления противника с фланга и преодолев минное поле, атаковать траншею врага, уничтожив при этом расчёт станкового пулемёта и дот и способствовав успешному продвижению полка. 24 марта 1945 года Рогову М. С. было присвоено звание Героя Советского Союза.
25 октября 1944 года, при освобождении Венгрии, Рогов погиб в бою и был похоронен в городе Надькалло.

## Награды
- Герой Советского Союза (24 марта 1945 года);
- Орден Ленина.

## Память
Именем Рогова М. С. названа средняя школа на его родине. В 1967 году на здании данной школы установили в честь Рогова мемориальную доску.
Мемориальная доска Герою Советского Союза М. С. Рогову установлена на здании сельского Дома культуры хутора Западный Ленинградского района Краснодарского края. Здесь с 1933 года Михаил Рогов трудился в колхозе и отсюда ушёл на фронт. Имя Героя Советского Союза М. С. Рогова носит местное МБОУ ООШ № 27.
В с. Паршиновка его именем названа улица.
В честь М. С. Рогова названа главная улица в деревне Верхняя Олба Жлобинского района Гомельской области.
9 мая 2021 года в деревне Верхняя Олба Жлобинского района Гомельской области в честь М. С. Рогова установлен памятный знак – информационная доска, закреплённая на камне. Расположен на центральной улице, названной в честь Героя.
Имя М. С. Рогова на Аллее Героев в городе Жлобин Гомельской области.